# 楊嘉輝

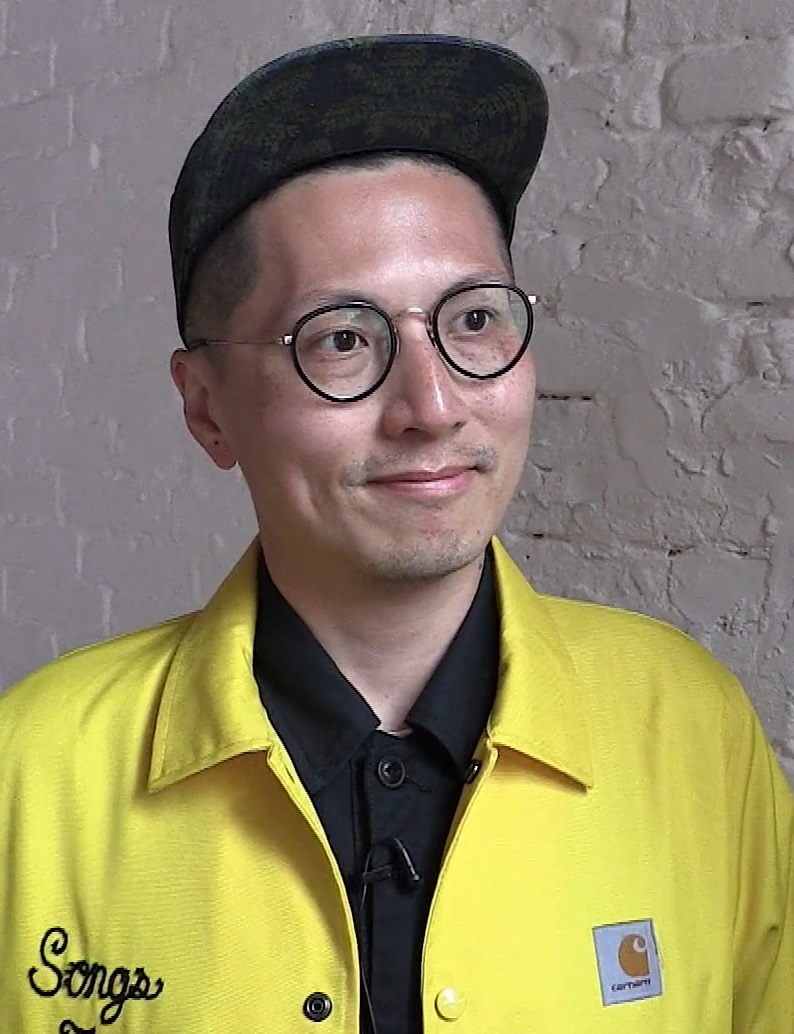
楊嘉輝 (2017)

楊嘉輝（1979年—），香港作曲家、聲音藝術家、媒體藝術家。
於悉尼大學取得音樂及哲學學位及香港大學作曲碩士學位。2013年完成美國普林斯頓大學電子音樂博士課程，師承電子音樂先驅Paul Lansky。除音樂以外，創作領域涉及錄像藝術、舞蹈、裝置藝術、多媒體藝術等多個界別。2007年，他以裝置計劃《快樂時光》獲得首屆彭博新一代藝術家獎，開始活躍於音樂廳以外的藝廊、博物館、劇場等各類藝術場域。其後，在歐洲最重要的媒體藝術節奧地利媒體藝術節電子藝術大奬Prix Ars Electronica中，獲頒聲音藝術榮譽獎。其他獎項包括：第十五屆日本新媒體藝節互動藝術組評審推薦獎、紐約現代音樂協會Brian M. Israel 獎等。曾被CNN的環球網站選為Top 20 People to Watch in Hong Kong之一。2013年，獲香港藝術發展局頒發媒體藝術界別「年度最佳藝術家」獎。
2007年在香港創立實驗音樂團體「現在音樂」。曾任香港小交響樂團2008/2009樂季駐團藝術家，駐團期間為樂團創作多首多媒體及音樂劇場作品。現為香港城市大學創意媒體學院助理教授。

## 主要作品

### 交響曲
- Afterglow （2008）8'
- Electric Counterpoint（2009）10'
- Feathery Telegraph（2005） 7'

### 合唱作品
- When He Said (2010)
- Theatre of Otherness: Book III - Ritual Machine (2005) 10'

### 室樂作品
- 17（2011）
- Fractured Atlas（2009）
- Midnight Shift. Sydney (2007) 4'
- Efflorescentric Rave (2007) 5'30"
- I Give You A Crumbling Horizon (2008)
- Roxy. New York (2007) 13'
- Resonance Study IV (2006)
- Resonance Study I, II & III (2006) 1'00 / 1'00 /3'30"
- Memory Theatre III: The Bell and the Nightingale (2006) 6'
- Memory Theatre I: That Dolphin-torn, that Gong-tormented Sea (2005) 10'
- Line Study I & II (2005) 2' / 2'30"
- Theatre of Otherness: Book II - Out of the Water, Out of Itself (2004) 10'
- Theatre of Otherness: Book I - ...But My Mother Weeps Rich Black Tears (2004) 12'